# Jean-Charles Abbatucci (politico)

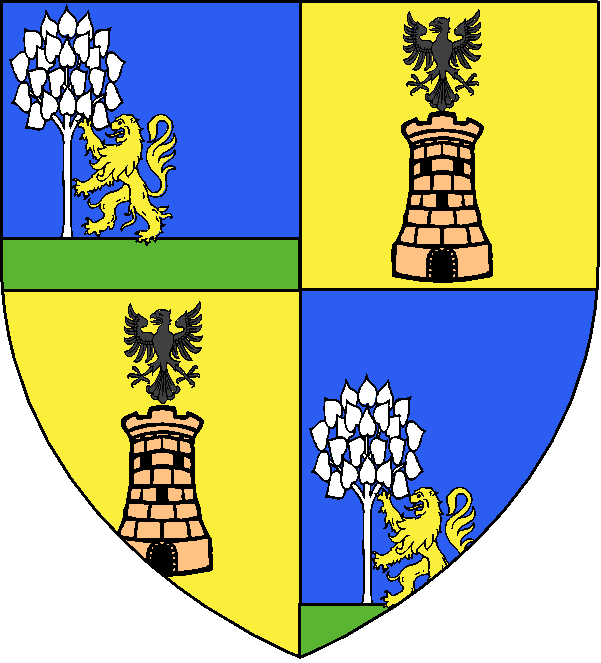
Stemma Abbatucci

Jean-Charles Abbatucci (Zicavo, 25 marzo 1816 – Parigi, 29 gennaio 1885) è stato un politico francese.

## Biografia
Proveniente da una famiglia di origine corsa, Jean-Charles era figlio del politico francese Jacques Pierre Charles Abbatucci, ministro della giustizia di Napoleone III, pronipote del generale Jean Charles Abbatucci e discendente del generale Jacques Pierre Abbatucci. Era fratello del politico francese Séverin Paul Abbatucci.
Dopo aver studiato legge, divenne avvocato ad Orleans nel 1847 e partecipò attivamente alla campagna politica coi bonapartisti nel tentativo di contrastare Luigi Filippo di Francia. Dopo la rivoluzione del 1848, si trasferì a Parigi dove venne nominato deputato per la Corsica dal 1849 al 1851, sostenendo Luigi Napoleone Bonaparte. All'avvento del secondo impero francese, divenne capo di stato maggiore dello staff di suo padre, all'epoca ministro della giustizia francese. Divenne maestro delle richieste al Consiglio di Stato nel 1852, poi Consigliere di Stato dal 1857 al 1873. Fu nuovamente deputato per la Corsica dal 1872 al 1876 e dal 1877 al 1881, sempre al fianco dei bonapartisti del movimento Appel au peuple.